# Бакчар (река)
Бакча́р (южноселькупск. Музу́р, Мукзу́р) — река в Томской области России, при слиянии с рекой Парбиг образует реку Чая (приток Оби).
Длина 348 км, площадь бассейна 7310 км². Питание смешанное, с преобладанием снегового. Характерно растянутое половодье.

## Притоки
- 12 км: Тига (пр)
- 37 км: Пиза (лв)
- 115 км: Егоркина
- 120 км: Тикзо (пр)
- 132 км: Галка (лв)
- 159 км: Костиха (пр)
- 170 км: Тетеренка (лв)
- 210 км: Берёзовка (лв)
- 272 км: Логановка (лв)

## Населённые пункты
Полынянка, Поротниково, Чумакаевка, Подольск, Гореловка, Лось-Гора, Нижняя Тига, Усть-Бакчар. Село Бакчар, несмотря на название, стоит не на реке Бакчар, а на его притоке реке Галка.